# Nestor Subiat
Nestor Subiat (* 23. April 1966 in Buenos Aires, Argentinien) ist ein ehemaliger Schweizer Fussballspieler.
Subiat spielte bei FC Mulhouse, FC Lugano, Grasshoppers Club Zürich, FC Basel, AS Saint-Étienne und FC Luzern. Er wurde 1995 und 1996 mit den Grasshoppers Schweizer Meister. Zudem gewann er mit Lugano 1993 den Schweizer Cup.
Für die Schweizer Fussballnationalmannschaft bestritt er zwischen 1994 und 1996 fünfzehn Spiele und erzielte dabei fünf Tore. Bei der WM 1994 in den USA wurde er dreimal eingesetzt.